# Rejectaria talausalis
Rejectaria talausalis är en fjärilsart som beskrevs av Walker 1858. Rejectaria talausalis ingår i släktet Rejectaria och familjen nattflyn. Inga underarter finns listade.